# حوزه انتخابیه پنجم کارولینای شمالی
حوزه انتخابیه پنجم کارولینای شمالی یک حوزه انتخابیه مجلس نمایندگان آمریکا است که در ایالت کارولینای شمالی قرار دارد.